# Internationale Friedensfahrt 1981
Die 34. Internationale Friedensfahrt (Course de la paix) war ein Radrennen, das vom 8. bis 21. Mai 1981 ausgetragen wurde.
Die 34. Auflage dieses Radrennens bestand aus 14 Einzeletappen und führte auf einer Gesamtlänge von 1887 km von Ost-Berlin über Prag nach Warschau. Mannschaftssieger war die UdSSR. Der beste Bergfahrer war Sergej Suchorutschenkow aus der UdSSR.
Der aktivste, punktbeste und vielseitigste Fahrer war Olaf Ludwig aus der DDR.

## Details
| Etappe     | Start – Ziel                 | Etappensieger                       | Etappen- länge | Fahrzeit |
| ---------- | ---------------------------- | ----------------------------------- | -------------- | -------- |
| 0Prolog    | Paarzeitfahren in Ost-Berlin | Michal Klasa Tschechoslowakei       | 007 km         | 2:48:43  |
| 01. Etappe | Ost-Berlin – Magdeburg       | Olaf Ludwig DDR                     | 169 km         | 3:34:14  |
| 02. Etappe | Magdeburg – Erfurt           | Iwan Mistschenko Sowjetunion        | 208 km         | 5:15:27  |
| 03. Etappe | Einzelzeitfahren in Erfurt   | Olaf Ludwig DDR                     | 035 km         | 2:44:03  |
| 04. Etappe | Erfurt – Gera                | Wenelin Chubenow Bulgarien          | 089 km         | 2:39:42  |
| 05. Etappe | Gera – Karlovy Vary          | Mircea Romașcanu Rumänien           | 161 km         | 4:00:39  |
| 06. Etappe | Karlovy Vary – Prag          | Schachid Sagretdinow Sowjetunion    | 171 km         | 4:26:52  |
| 07. Etappe | Einzelzeitfahren in Prag     | Olaf Ludwig DDR                     | 019 km         | 2:23:07  |
| 08. Etappe | Kriterium in Prag            | Olaf Ludwig DDR                     | 120 km         | 3:13:06  |
| 09. Etappe | Prag – Mladá Boleslav        | Drago Frelih Jugoslawien            | 170 km         | 4:25:23  |
| 10. Etappe | Mladá Boleslav – Wałbrzych   | Sergej Suchorutschenkow Sowjetunion | 189 km         | 4:52:42  |
| 11. Etappe | Wałbrzych – Opole            | Erik Staes Belgien                  | 192 km         | 3:06:47  |
| 12. Etappe | Opole – Łódź                 | Schachid Sagretdinow Sowjetunion    | 192 km         | 4:59:45  |
| 13. Etappe | Einzelzeitfahren in Łódź     | Olaf Ludwig DDR                     | 020 km         | 2:24:08  |
| 14. Etappe | Łódź – Warschau              | Schachid Sagretdinow Sowjetunion    | 145 km         | 3:48:18  |